# Svenskläder
En tidigare populär svensk specialitet och exportvara var det så kallade svensklädret. Här har man kombinerat vegetabilisk garvning och alungarvning till ett fylligt men samtidigt elastiskt och mjukt läder. Idag är det till exempel inte ovanligt med en lätt kromgarvning efter dominerande vegetabilisk garvning för att öka lädrets värmebeständighet.